# Гарден фест
Гарден фест (енгл. Garden Fest) музички је фестивал који се сваког лета одржава у Приједору, у простору Љетне баште. Прво издање је приређено 2021. године.

## Досадашња издања фестивала
| Година    | Датуми    | Извођачи                                                                                 | Цена карата (комплет) | Изв.                        |  |
| --------- | --------- | ---------------------------------------------------------------------------------------- | --------------------- | --------------------------- |  |
| 2021. (1) | 22. јул   | Испад! · · Буч Кесиди · · ди-џеј Дејан Милићевић                                         | 22 КМ                 | [ 1 ] [ 2 ] [ 3 ] [ 4 ]     |  |
| 2021. (1) | 23. јул   | Мореуз · · Забрањено пушење · Бркови · ди-џеј Младен Томић                               | 22 КМ                 | [ 1 ] [ 2 ] [ 3 ] [ 4 ]     |  |
| 2021. (1) | 24. јул   | Сопот · Канда, Коџа и Небојша · Ритам нереда · ди-џеј Џок                                | 22 КМ                 | [ 1 ] [ 2 ] [ 3 ] [ 4 ]     |  |
|           |           |                                                                                          |                       |                             |  |
| 2022. (2) | 1. јул    | Исказ · Марчело и Напети квинтет · Војко В · С.А.Р.С. · ди-џеј Младен Томић · ди-џеј Аду | 30 КМ                 | [ 5 ] [ 6 ] [ 7 ]           |  |
| 2022. (2) | 2. јул    | К.О.Б. · Бјесови · Партибрејкерс · · ди-џеј Дамир Хофман · ди-џеј Марко Вуковић          | 30 КМ                 | [ 5 ] [ 6 ] [ 7 ]           |  |
| 2022. (2) | 3. јул    | Министранти · Зостер · Лет 3 · Марко Луис · ди-џеј Илија Ђоковић · ди-џеј                | 30 КМ                 | [ 5 ] [ 6 ] [ 7 ]           |  |
|           |           |                                                                                          |                       |                             |  |
| 2023. (3) | 30. јун   | Синхро · Психомодо поп · Бркови · Др Неле Карајлић                                       | 35 КМ                 | [ 8 ] [ 9 ] [ 10 ] [ 11 ]   |  |
| 2023. (3) | 1. јул    | Ехо радар · Ничим изазван · Бајага и инструктори · Нено Белан и Фјуменс                  | 35 КМ                 | [ 8 ] [ 9 ] [ 10 ] [ 11 ]   |  |
|           |           |                                                                                          |                       |                             |  |
| 2024. (4) | 5. јул    | Синхро · Краљ Чачка · Парни ваљак · Миле Кекин                                           | 30 КМ                 | [ 12 ] [ 13 ] [ 14 ]        |  |
| 2024. (4) | 6. јул    | План Б · · Грше · Београдски синдикат · Мортал комбат                                    | 30 КМ                 | [ 12 ] [ 13 ] [ 14 ]        |  |
|           |           |                                                                                          |                       |                             |  |
| 2025. (5) | 1. август | Фјужна пруга · Савршени маргиналци · · Ритам нереда                                      | 35 КМ                 | [ 15 ] [ 16 ] [ 17 ] [ 18 ] |  |
| 2025. (5) | 2. август | · Бојана Вунтуришевић · Зостер                                                           | 35 КМ                 | [ 15 ] [ 16 ] [ 17 ] [ 18 ] |  |